# Miguel Lora
Miguel Lora Escudero, apodado el "Happy" (Montería, Córdoba, 12 de abril de 1961), es un exboxeador colombiano, campeón mundial del peso gallo del Consejo Mundial de Boxeo entre 1985 y 1988.

## Inicios
Como aficionado, en 1977 ganó la medalla de oro en el campeonato nacional de boxeo, en Montería. En 1980 conquistó el título centroamericano y del Caribe en la categoría supermosca. Dos años más tarde ganó el título nacional profesional de ese peso. En 1983 ganó el título americano en el peso gallo.

## Campeonato mundial
Lora fue el primer campeón mundial de boxeo oriundo de Montería. Ganó el título gallo del Consejo Mundial de Boxeo el 9 de agosto de 1985 frente al mexicano Daniel Zaragoza, a quien derrotó por decisión unánime en combate celebrado en el Tamiami Fairgrounds Auditorium de Miami. En 1986 fue escogido como el Deportista del Año en Colombia. Defendió con éxito su corona siete veces, durante tres años: 
1. Wilfredo Vásquez (UD)
2. Enrique Sánchez (TKO)
3. Alberto Dávila (UD)
4. Antonio Avelar (KO)
5. Ray Minus (UD)
6. Lucio "Metralleta" López (UD)
7. Alberto Dávila (UD)

El 29 de octubre de 1988, en el Hotel Hilton de Las Vegas, Nevada, perdió el título contra el mexicano Raúl "Jíbaro" Pérez por decisión unánime. En 1991 trató de reconquistar el título del mundo ante Gaby Cañizales en la categoría gallo, pero fue derrotado por KO en dos asaltos. Lo volvió a intentar contra Rafael del Valle en 1993, en una derrota por decisión unánime que significó el fin de su carrera.
Estilista consumado, pero de poco poder noqueador, "Happy" Lora ha sido catalogado uno de los mejores boxeadores colombianos de todos los tiempos. Su récord quedó en:
- Peleas ganadas: 37 (17 KO)
- Peleas perdidas: 3 (1 KO)
- Peleas empatadas: 0
- Total de peleas: 40

## Después del boxeo
Después de su retiro del boxeo en 1993, “Happy” Lora se dedicó a negocios particulares (ganadería) en las ciudades de Montería y Bogotá e incursionó brevemente como actor en las telenovelas "Las Juanas"; también grabó un disco de vallenato y participó en el reality "La Granja" del Canal Caracol. En junio de 1997 fue incluido en el Salón de la Fama del promotor Don King, como uno de los quince mejores campeones mundiales de boxeo que han estado en sus carteleras.

## Un dato curioso
El 9 de agosto de 1985, día en que ganó el título gallo del Consejo Mundial de Boxeo el frente al mexicano Daniel Zaragoza, en combate celebrado en el Tamiami Fairgrounds Auditorium de Miami, donde se presentó por primera vez con el Sombrero Vueltiao ante ese público y la TV y desde entonces el Sombrero Vueltiao es reconocido internacionalmente como el sombrero típico y el ícono cultural de Colombia.